# ハマーン・カーン
- 機動戦士Ζガンダム > 機動戦士Ζガンダムの登場人物 > ハマーン・カーン
- 機動戦士ガンダムΖΖ > 機動戦士ガンダムΖΖの登場人物 > ハマーン・カーン
- 機動戦士ガンダム0083 STARDUST MEMORY > 機動戦士ガンダム0083 STARDUST MEMORYの登場人物 > ハマーン・カーン

ハマーン・カーン（Haman Karn, U.C.0067年1月10日 - 0089年1月17日）は、アニメ作品群『ガンダムシリーズ』のうち、宇宙世紀 (U.C.) を舞台にした作品に登場する架空の人物。アクシズおよびネオ・ジオンの実質的指導者。初登場は、『機動戦士Ζガンダム』第32話「謎のモビルスーツ」。担当声優は榊原良子。

## 人物
U.C.0067年1月10日、マハラジャ・カーンの次女として生まれる。
漫画『機動戦士ガンダム C.D.A. 若き彗星の肖像』では、ニュータイプの素質を見出され、ジオン公国のニュータイプ研究機関で育成されるが、自分の体を他人に調べられることが苦痛となっていき、その研究を拒絶するようになった過去が描かれている。アステロイド・ベルトの小惑星基地アクシズに行き、ジオン公国の英雄でありニュータイプとされるシャア・アズナブルの存在を知り興味を持つと、再び研究に協力するようになる。
U.C.0083年8月9日、父マハラジャ死去。8月11日、シャアの推挙でミネバ・ラオ・ザビの摂政に就き、弱冠16歳にして事実上のアクシズの指導者となる。ザビ家再興という目的を掲げてジオン公国残党をまとめつつ国力を蓄え、U.C.0086年2月6日にアクシズを地球圏へ発進させる。
高い指導力と政治力を有した政治家である一方、モビルスーツのパイロットとしても高い技量を有し、劇中、多くのエースパイロットと互角以上の戦いを繰り広げている。
彼女がザビ家再興に執着する真意は、ザビ家に仕えて死んでいった姉の復讐である。そのため、ザビ家を手玉に取り、新たな血をザビ家へ加えたネオ・ザビ・ファミリーを作り出そうとする。
性格
富野由悠季監督はハマーンのことを「強い男に憧れながらもそうした存在を理解できず、結果的に漁夫の利を得ようとする小悪党に成り下がった女」と見ている。
嗜好
夏が好きで、モウサ内部の季節を夏にすることが多い。
小説版『機動戦士Ζガンダム』によると食事はフランス料理、特に魚介類と鴨料理が大好物。
モデル、デザイン
名前の由来はアメリカの未来学者であるハーマン・カーン。『月刊ニュータイプ』創刊号でインタビューを受けた時点での富野監督は、アナグラムを加えず「ハーマン」の名で呼び、『機動戦士Ζガンダム』第8話にてアクシズの話題が出た際に、シャアから「ハマー・カーン」と呼ばれるなど、名称の変遷が窺える。
『機動戦士Ζガンダム』では、全身黒ずくめの服装に徹しており、ミネバと中立コロニーに滞在していた際に黒基調のスーツを着た程度である。また、宇宙空間での戦闘時もノーマルスーツを着用しないというスタイルを貫くが、劇場版ではガザC搭乗時に専用のノーマルスーツを着用している。
『機動戦士ガンダムΖΖ』では、第18話のみシャギーが入ったストレートヘアになっている他は同様の髪型である。しかし、服装については歴史の表舞台に立ったことで、ネオ・ジオンの実質的リーダーとして兵士たちの戦意高揚・プロパガンダ的意味合いから、装飾の付いた派手な軍服を着用しているシーンが増え、キュベレイでの出撃時のパイロットスーツもそれに伴ったデザインのものを着用するようになった。他にも、ドレス姿や水着姿でくつろぐシーン、地球連邦要人とのパーティー出席時には黒いジャケットに白いスカートなど多彩である。また、避難民を装いネェル・アーガマへ潜入する際には、アップにした金髪で変装する一幕もあった。

## 劇中での活躍
ガンダムシリーズには多数の派生作品があり登場人物の事蹟も異なる場合があるが、ここでは特に断りのない限り、アニメ『機動戦士Ζガンダム』および『機動戦士ガンダムΖΖ』における事蹟について記す。

### 一年戦争終結後
スマートフォンゲームアプリ『機動戦士ガンダム U.C. ENGAGE』のイベント「アムロシャアモード」では、U.C.0081年にアクシズが連邦軍部隊の襲撃を受けた際に、ろくに修理もされていないリック・ドムで出撃し苦戦するシャアを助けている。ハマーンの乗機は不明。なお、本作では『C.D.A.』と異なり、この頃から髪型は『Ζ』と同様となっている。
OVA『機動戦士ガンダム0083 STARDUST MEMORY』第9話では、U.C.0083年11月10日にデラーズ・フリートへ支援に派遣した艦隊の進路を確認する1シーンだけ登場する。

### グリプス戦役
U.C.0087年10月12日、地球圏に舞い戻り、第三勢力アクシズとしてグリプス戦役に介入。エゥーゴから同盟を持ちかけられるが交渉は決裂。その後、ティターンズと同盟を締結する。
U.C.0088年1月、エゥーゴからサイド3を譲渡するという条件でグリプス2（コロニーレーザー）の破壊を要請されると、グワダンの主砲でグリプス2の一部を破壊し、ティターンズに対してはアーガマを攻撃したものが外れたと虚偽の報告をする。ティターンズの拠点であるゼダンの門でジャミトフ・ハイマンとの会見の隙に青酸ガスによる暗殺を狙うが失敗。ゼダンの門にアクシズをぶつけて破壊する。
その後、ジャミトフと再度会談を持つが、会談の最中同席していたパプテマス・シロッコがジャミトフを暗殺。シロッコはこれをハマーンの仕業と喧伝し、ティターンズとは敵対関係になる。
同年2月、エゥーゴによるメールシュトローム作戦の結果、グリプス2を奪われる。小惑星アクシズをグラナダへ落下させようとするが失敗。
エゥーゴが制圧したグリプス2を巡り、エゥーゴ・ティターンズ・アクシズは三つ巴の戦いとなる。ハマーンは一旦部隊を後退させ、温存する。

### 第一次ネオ・ジオン抗争
U.C.0088年2月29日、グリプス戦役の終結後にジオン共和国の戦力も吸収し、組織名をアクシズからネオ・ジオンと改称。戦後の隙を突いて各サイドに制圧部隊を送り込み、地球圏を掌握。この頃から、自身もザビ家のように装飾を施された軍服を着用するようになる。マシュマー・セロの回想シーンより前半にも登場しているが本人の正式な登場は18話からとなる。
同年8月、自ら艦隊を率いて地球に降下。武力の威嚇をもって連邦議会のあるダカールを制圧し、ジオン公国軍残党やティターンズの一部残党を配下に収める。10月末には、ダブリンへのコロニー落としを決行し大惨事を引き起こす。その結果、地球連邦政府にジオン公国発祥の地サイド3の譲渡を認めさせる。これら一連の作戦で戦局は大きくネオ・ジオン側に傾く。また、専用機キュベレイ以外に旧式のアッガイを操縦して、ジュドーと互角の腕を披露したこともある。
同年12月25日、真なるネオ・ジオンを掲げたグレミー・トトによる内乱が勃発する。内乱発生時はコア3に滞在中で、グレミー配下のプルツーに命を狙われ辛くも逃げ延びるが、小惑星アクシズはグレミー・トトに占拠されてしまう。
U.C.0089年1月17日、グレミー・トトに賛同した者達との戦闘が続く中、ΖΖガンダムを駆るジュドー・アーシタと対決。最終的に紙一重の差でジュドーに敗れ、ジュドーが救いの手を差し伸べるもののそれを拒む。そしてキュベレイをモウサ（アクシズの居住ブロック）の壁に激突させ、絶命する。22歳であった。
ただし、小説版ではモウサの壁面に自ら激突後、大破したキュベレイが奥に流れていくという描写がなされており、その後の所在も生死も不明。彼女が主導権を握った一連の戦争は、連邦から「ハマーンのクレイジー・ウォー」の異名で呼ばれることとなった。
村上としやによる漫画版では、ジュドーとの決戦でキュベレイは大破するもののハマーンは生存しており、ジュドーが救出しようとするがそれを拒否した直後にコア・ファイターで帰投するシーンに変わるため、こちらも生死は不明である。

## 搭乗機
特に記載のないものは専用機であり、白（と紫）を基調とした塗装が施されている。
- 映像作品
  - AMX-003 ガザC - テレビ版『Ζ』では標準塗装、劇場版では白基調[10]。
  - AMX-004 キュベレイ[11]
  - MSM-04 アッガイ - スタンパ・ハロイの所有するコレクションに搭乗[12]。
- その他
  - MAN-08 エルメス[13]
  - MS-09R リック・ドム[14]
    - MS-09R4 (MS-09RN) シュネー・ヴァイス - 上記の専用リック・ドムの改修機[14]。

## 座乗艦
- グワダン
- グワンバン
- サダラーン

## 他作品での活躍

### 漫画
機動戦士ガンダム C.D.A. 若き彗星の肖像
準主役として14歳時点からのハマーンが登場しており、物語序盤はアニメ版とはまったく印象が異なる、陰はあるものの明るいキャラクターとなっている。髪型もツインテールであり、中盤から『Ζ』の頃と同様に変えている。シャアに対する愛情も一方的な「片思い」として描かれており、それによる感情のすれ違いによって変わっていく様子が描かれる。
機動戦士Ζガンダム デイアフタートゥモロー ―カイ・シデンのレポートより―
劇場版『機動戦士Ζガンダム A New Translation』機軸で描かれており、先述の『機動戦士ガンダム C.D.A. 若き彗星の肖像』での容姿や設定を踏襲しつつも、異なる人物像としてラコックによって語られている。
機動戦士ガンダム MSV-R 宇宙世紀英雄伝説 虹霓のシン・マツナガ
『機動戦士ガンダム C.D.A. 若き彗星の肖像』よりさらに以前、一年戦争当時のハマーンが登場する。当時のハマーンはまだ生きていた姉マレーネを心から慕う、まだ性格に陰や険のない少女であった。
機動戦士ガンダム ヴァルプルギス
ハマーンの戦死から半年後、ハマーンを名乗る容姿も同じ女性がネオ・ジオン残党を率い、自らもディマーテルに搭乗する。連邦軍はハマーンの戦死は確認済みのため「影武者」と見ている。その正体はハマーンの妹のセラーナ・カーンであった。
前日譚の『機動戦士ガンダム ヴァルプルギスEVE』では、セラーナとは別のハマーンの影武者も登場する。
アクシズのハマーンさん
『機動戦士ガンダム C.D.A. 若き彗星の肖像』を基にしたパロディ作品で、作中でのハマーンは、シャアに激しすぎる恋愛感情を持ち、猪のようなただならぬ殺気と共にあの手この手でアタックを繰り返している。
爆笑戦士! SDガンダム
アイドル演歌歌手志望のミネバのわがままに振り回されるハマーンが作品序盤のメインテーマとして描かれている。
アラサーOLハマーン様
現代社会を舞台に、アラサーのOLであるハマーンの日常を描く。

### ゲーム
機動劇団はろ一座 ガンダム麻雀+Z さらにデキるようになったな!
ツンデレな性格で描かれており、クワトロ（シャア）からは「はにゃ〜ん」と呼ばれている。

## 人間関係
シャア・アズナブル
『機動戦士Ζガンダム』では、シャアとの確執が多く見られる。ハマーンの、ザビ家の遺児ミネバ・ラオ・ザビを政治の道具として利用するという方法と歪んだ育成方針は、シャアには許容できかねるものであり、「ジオンの亡霊」と毒づいている。アクシズ時代には親しい間柄だったようだが、詳しい関係は番組中では描写されていない。
50話でシャアの百式が目の前で爆発の中に消えた時には惜しむような言葉をこぼしており、複雑な心境が垣間見える。
ミネバ・ラオ・ザビ
前述のようにシャアとの対立原因となったのがミネバの教育方針である。ミネバはハマーンに対して養育と保護に対する感謝は表しているものの、どこか顔色を窺っている様子が見られる。ハマーンの前では笑顔を見せることが無かったのか、民間人と遊ぶミネバの笑顔を見たハマーンは驚いている。
カミーユ・ビダン
メールシュトローム作戦中にMSでカミーユと対峙した際、互いに深層意識に眠る記憶を感知するほど精神が共鳴する。しかし、ハマーンはその心中を知られたことに怒りを覚えている。なお、その際にカミーユが見た、シャアとハマーンの湖畔をバックにした写真のイメージは、「アムロシャアモード」によればデラーズ紛争終結直後の時期にモウサ内（バックは映像）で撮影されたものとされる。
小説版『機動戦士Ζガンダム』ではシャアに「カミーユはハマーンのお気に入り」と評されており、「もっと若い頃を知りたかった」と言うカミーユのためにお洒落をして食事に誘う場面もある。
ジュドー・アーシタ
シャアと同じ気配を感じたことで興味を持ち、仲間になるよう再三誘いを掛ける。また、自分とジュドーが同じ人種だと語りかける場面も何度も登場し、ジュドーの仲間達がジュドーとハマーンが引き合っていることを指摘する場面もある。ジュドーを前に本心を口にする場面も多い。しかし、ジュドーはハマーンに改心を呼びかけこそすれ現在の彼女の生き方を受け入れることはなかった。またジュドーに対しては名前ではなく「少年」と呼びかけることが多かった。最終的にMS同士による決戦でジュドーに敗れるが、散り際にジュドーという「強い子」に会えて地球圏へ帰ってきて良かった、との想いを言葉で遺す。

## 家族
青地は男性、赤地は女性をあらわす。
|          |          |          |          | マハラジャ | マハラジャ | マハラジャ | マハラジャ | マハラジャ | マハラジャ |          |          | レイチェル | レイチェル | レイチェル | レイチェル | レイチェル | レイチェル |          |          |          |          |  |  |
|          |          |          |          | マハラジャ | マハラジャ | マハラジャ | マハラジャ | マハラジャ | マハラジャ |          |          | レイチェル | レイチェル | レイチェル | レイチェル | レイチェル | レイチェル |          |          |          |          |  |  |
|          |          |          |          |            |            |            |            |            |            |          |          |            |            |            |            |            |            |          |          |          |          |  |  |
|          |          |          |          |            |            |            |            |            |            |          |          |            |            |            |            |            |            |          |          |          |          |  |  |
| マレーネ | マレーネ | マレーネ | マレーネ | マレーネ   | マレーネ   |            |            | ハマーン   | ハマーン   | ハマーン | ハマーン | ハマーン   | ハマーン   |            |            | セラーナ   | セラーナ   | セラーナ | セラーナ | セラーナ | セラーナ |  |  |

### マハラジャ・カーン
Maharaja Karn
ハマーンの父。小説版『ΖΖ』が初出であるが、「マハジャラ・カーン」と表記される。ミネバの後見人で、シャアは対立してアクシズを出奔しエゥーゴに参加したとされる。その数年後に病死し、アクシズの実権は娘ハマーンに移ったという（第1巻 6「ネオ・ジオンの騎士」より）。書籍『ENTERTAINMENT BIBLE』シリーズから「マハラジャ」とされ、デギン・ソド・ザビ公王の側近であり、一年戦争終結時にミネバとゼナを連れて旧公国軍残存艦隊の半数をアクシズへ導いた指導者であるが、0083年8月9日に病死したとされる。『機動戦士ガンダム0083 STARDUST MEMORY』のCDシネマ『ルンガ沖砲撃戦』および『宇宙の蜉蝣』でもこれを踏襲し、終戦時の模様での台詞にマハラジャの名が登場する。
「アムロシャアモード」では、アクシズに到着したシャアを迎える描写があり、シャアを名乗る以前の彼を知っていることを示唆する台詞もある。容貌は先に発表された『C.D.A.』を踏襲しており、口髭と顎鬚を生やしている。
漫画『機動戦士ガンダム C.D.A. 若き彗星の肖像』では、少し設定が変更されて以下のように詳細に描かれた。
ジオン・ズム・ダイクンの提唱する「コントリズム」に共鳴し、彼がサイド3コロニー「ズム・シティ」の市長に就任した宇宙世紀0053年にはサイド3の政治の中心にいるが（当時26歳）、0067年頃から顕著となるダイクン派とザビ派の対立が政治に影響しないよう調整役に徹する。翌0068年のダイクン死去によりダイクン派は粛正されるが、自分まで政治の場から離れることはさらなる混乱を招くと踏みとどまり、ダイクン派であることや彼の死に疑問を抱いていることは妻の前以外では決して口外しなかった。公王となったデギンからは、妻を失ったあと夜会に招待され幾度も女性を紹介されており好意的である（本人はとてもその気になれなかった）。しかし次第にギレン・ザビから疎まれるようになり、ドズルやキリシアの進言もあり、娘たちを本国に置いて0078年6月にアクシズに行き総括責任者に就任する（提督と呼ばれる）（第11巻のマハラジャの回想より）。
一年戦争終結後、アクシズはジオン残党の一大拠点となるが、その政治的手腕で徹底抗戦を主張する強硬派を抑え、シャアの協力も得て現状維持に専念する。0083年、突然倒れメディカルセンターに入院。過労が原因と思われたが、7月29日に容態が急変して意識不明の危篤状態となり、サイド3視察に赴いていたハマーンの帰還が寸前で間に合わず8月9日に死去する。
小説版『機動戦士ガンダム Twilight AXIS』では、0088年にはアクシズ内部に「マハラジャ・カーン記念研究院」というMS開発施設があり、NT専用モビルアーマー (MA) 、アハヴァ・アジールが開発されている。

### レイチェル・カーン
ハマーンの母。初出は『C.D.A.』であるが、作中では「レイチェル」とのみ呼ばれ、フルネームは『データガンダム キャラクター列伝 ［宇宙世紀編II］』による。
サイド3がジオン共和国として独立を宣言した宇宙世紀0058年にマハラジャと結婚（当時25歳）。三女セラーナを産んだあとに体調を崩して臥せりがちになり、0073年に永眠する。享年40歳（第11巻のマハラジャの回想より）。

### マレーネ・カーン
ハマーンの姉。姉の存在について映像作品で言及があるのは『ガンダムΖΖ』第32話のみであり、ハマーンが「私の姉はザビ家に尽くし、宇宙の果てで死んだ」と独白している。
小説版『Ζ』では、姉はドズルの愛妾であり、ザビ家崩壊の寸前にドズルの命によりハマーンとともに地球圏を脱出したとされる。しかし体が丈夫ではなく、アステロイド・ベルトにたどりつく前に死去。ハマーンは姉の跡を継いでミネバの世話をするようになったという（第5巻 PART5「嘲笑」より）。
『C.D.A.』で初めて名前が明らかにされ、0059年生まれとされる。0075年（当時16歳）のある夜、ザビ家の舞踏会にマハラジャとともに出席したところドズルが気に入り、数日後に私邸の住み込みの侍女として雇いたいと乞われる。しかし、侍女とは名ばかりで側室同然の扱いであったとされる。地球圏脱出は小説版と異なりハマーンとは別で、マハラジャは0081年3月にアクシズに到着したドズルの妻ゼナから、マレーネが到着直前に死去したことを伝えられる（第11巻のマハラジャの回想より）。髪色はオレンジ・イエロー。
漫画『機動戦士ガンダム MSV-R 宇宙世紀英雄伝説 虹霓のシン・マツナガ』では、第5巻で初登場。一年戦争時の0079年9月には宇宙要塞ソロモン内の後宮で暮らしており、作中では明確にされていないものの単行本冒頭のキャラクター紹介では「ドズルの側室」とされている（ハマーンは「召使い」と認識している）。しかし『C.D.A.』の回想で描かれるような悲壮な様子はなく、勝手に後宮を抜け出してスペース・ランチを操縦するなどお転婆な面も見せる。ドズルのことは慕っており、連邦軍の「アンタレス作戦」の際には乗機のザクIIから宇宙へ放り出されたドズルの危機を察知し、ザクIに搭乗して救出に向かう。ガルマ・ザビの国葬に参列後、ゼナよりもドズルの役に立ちたいとフラナガン機関に志願、そこでドズルの死を感じ取りNTに覚醒、ハマーンをはるかにしのぐ数値を示したとされる。ドズルを護れなかったシン・マツナガとゼナを逆恨みし、終戦直前にNT専用MAに搭乗、ゼナらを乗せて地球圏を脱出するグワジン級戦艦と追撃する連邦軍部隊との間に割って入り、敵味方構わず攻撃する。最後はシンの高機動型ザクIIに敗れ、シンの脱出の説得も届かず爆発に巻き込まれ、ドズルの幻に手を引かれ微笑みながら戦死する。髪色はハマーンより薄いピンク（第6巻表紙より）。

### セラーナ・カーン
ハマーンの妹。初出はPC-98用ゲーム『機動戦士ガンダム アドバンスド・オペレーション』。
ネオ・ジオンの外務次官であり、地球圏とスペースノイドの融和を図る「穏健派」に属する。第一次ネオ・ジオン戦争終結後に残党の間で内紛が起き、アースノイドの粛正を掲げる、シャア率いる「強硬派」の勝利に終わる直前、連邦軍旧エゥーゴ派と接触を図る。強硬派の計画を未然に防ぐため、宇宙世紀0089年12月（当時21歳）に宇宙からコムサイで地球に降下し、連邦軍オデッサ空軍基地に逃げ込む。避難民のジェシカを名乗ってペガサス級強襲揚陸艦「イルニード」に乗り込むが、強硬派の追撃を受け、人員不足からイルニードのオペレーター、さらにΖガンダム（C型）のパイロットも務める。正体を明かし、イルニード艦長のマノフ陸将補の協力を得て連邦軍ヨーロッパ戦区の高級参謀らに危険性を訴えるが、参謀の一部は強硬派と結託しており、身柄を引き渡されそうになるもののマノフの権限で中止される。上層部の決定によりイルニードは最前線に送られ、セラーナは強硬派のシンクレア少佐と一騎討ちの末に相討ちとなる。なお、本作ではハマーンとの関係は「不明」とされるが、セラーナはハマーンの生き方が好きになれなかったことを独白している。髪色は赤紫。
妹とされたのは『データガンダム』からである（ただし、上記設定からハマーンより年下であることが分かる）。
『C.D.A.』では0071年生まれとされる。0080年7月にハマーンとともにアクシズに到着（第11巻のマハラジャの回想より）。初登場は第3巻で、戦闘で精神的ダメージを受け、モウサのサナトリウムに入院しているハマーンの世話に毎日通う（スクールはクリスマス休暇）。その後もハマーンと買い物に行くなど、仲の良いところを見せている。0083年8月、昏睡状態にあった父マハラジャの最期を看取る。その直前に、ハマーンが予定より早くアクシズに戻りつつあることを察知している（第12 - 13巻より）。髪色は紫。
漫画『機動戦士ガンダム ヴァルプルギス』では、0089年1月の第一次ネオ・ジオン戦争終結から半年後にハマーン・カーンを名乗る女性がネオ・ジオン残党を率いるが、その正体はセラーナであった。最後の決戦に臨むハマーンを見送り、そしてハマーン亡きあと日増しに勢力を伸ばす強硬派に主導権を渡さないため、今こそ智勇兼ね備えた将であるハマーンが必要であるとして、強化処置を受けるとともにハマーンとして記憶を書き換えさせる。フィオリーナ・フィリーの「姉」であるコンチェッタが搭乗するメッサーラを撃破した際に「姉」ハマーンの存在を思い出し、自身の記憶を取り戻す。
『ヴァルプルギス』の前日譚に当たる漫画『機動戦士ガンダム ヴァルプルギスEVE』では、過去の回想などで戦争嫌いであることや、ハマーンによるコロニー落としが許せなかったことが描かれている。しかし、ハマーンの戦死直後に「旗頭」となるべくプロトタイプ・ディマーテルに搭乗し初出撃し（エレカよりMSの操縦のほうが得意とのこと）、強硬派の先導による、武装解除を迫るエゥーゴと連邦の合同艦隊のMS隊との戦いの前線に立つ。なお、ノーマルスーツは『ヴァルプルギス』同様ハマーンの最終決戦時と同じデザインのものを着用している。頃合いを見て、ハマーンの大型立体映像に自分の動きと言葉をトレースさせて同胞に訴えかけ、残存兵力の撤退に成功する。前線ではファンネルを使いこなせていたものの、その後のテストでは扱えなかったこともあり、グラナダのニュータイプ研究所に赴き、みずから強化人間となり記憶も受け継ぎハマーンとして生まれ変わることを要請する。

## 反響
2006年『愛と戦いのロボット 完全保存版』で発表されたアンケート「みんなで選ぶロボットアニメーションベスト100」では、「一番お気に入りのヒロインは？」で第26位、「一番極悪な悪役・敵役は？」で第59位、「一番美しい悪役・敵役は？」で第9位にランクインした。
2018年3月2日 - 4月20日に投票、5月5日にNHK BSプレミアムで発表された「全ガンダム大投票 40th」にて、ハマーンはキャラクター部門の総合ランキングで9位であった。
2021年1月12日 - 1月26日に行われたアンケート調査1,444票によるgooランキング「ガンダム史上最もかっこいい女性キャラランキング」で、ハマーンは3位であった。
一方、演者の榊原良子は、第二次世界大戦を体験した両親の言葉から戦争の悲惨な思いを痛感しており、戦犯と呼べる立場のハマーンを演じることに抵抗があった。ファンから好評を得るほどの人気となったが、榊原は複雑に感じていたという。